# Cannabicicloesanolo
Il cannabicicloesanolo (CCH, CP 47,497 dimetilottil omologo, (C8)-CP 47,497) è un cannabinoide sintetico, sviluppato dall'azienda farmaceutica Pfizer nel 1979. Il 19 gennaio 2009 l'Università di Friburgo, in Germania, annunciò che l'analogo CP 47,497 è il principale ingrediente nell'incenso alle erbe Spice.

## Tossicità
Si è dimostrato che questa sostanza è in grado di causare infiammazioni e seri danni al DNA di cellule in vitro.